# Гакман Василь Михайлович
Василь Михайлович Гакман (нар. 16 травня 2000, Коритне, Вижницький район, Чернівецька область, Україна) — український футболіст, захисник футбольного клубу «Буковина».

## Життєпис
Вихованець футбольної школи «Буковина» (Чернівці). У чемпіонаті України (ДЮФЛ) виступав за чернівецьку «Буковину» — 44 матчі, 6 голів.

### Клубна кар'єра
У липні 2017 року підписав контракт із головною командою. До цього впродовж травня—червня того ж року виступав за аматорську команду «Черемош» (Вижниця), де мав змогу протидіяти фіналісту кубка та віце-чемпіону Чернівецької області. Дебютував за основний склад чернівецької команди 9 липня 2017 року в матчі кубка України проти СК «Дніпро-1», а 15 липня вперше зіграв у чемпіонаті проти ФК «Львова». 
З вересня того ж року паралельно виступав і за юнацький склад у всеукраїнській лізі юніорів. На початку лютого 2018 року взяв участь в першому розіграші всеукраїнського юнацького турніру «Зимовий кубок ДЮФЛУ (U-19) – 2018». А вже на початку травня того ж року разом із командою достроково здобув путівку у фінальну частину всеукраїнської ліги юніорів — переможці групи 1, де за підсумками став бронзовим призером.
10 червня 2021 року Василь провів 50-й офіційний матч у «футболці» чернівецької «Буковини», а вже 14 серпня того ж року 21-річний Гакман дебютував у якості капітана команди та протягом двох наступних сезонів виконував ці обов'язки. В літнє міжсезоння 2023 року залишив розташування чернівецького клубу, за цей час у футболці рідної команди Василь провів 88 офіційних матчів в усіх турнірах.
На початку липня гравець побував на перегляді в команді УПЛ: «Оболонь» (Київ), проте вже в другій половині місяця Гакман отримав запрошення від іншого клубу вищого дивізіону: «Верес» (Рівне), з яким в результаті підписав 2-х річний контракт з можливою пролонгацією ще на один рік. Дебютував в новій команді 2 серпня 2023 року в матчі 2-го туру української Прем'єр-ліги проти донецького «Шахтаря» (1:1), Василь вийшов на поле в стартовому складі та відіграв усі 90 хвилин.

## Цікаві факти
- Найкращий молодий гравець 17-го туру Другої ліги України 2020/21 за версією Sportarena.com[17].
- Включений у збірну 24-го та 26-го туру Другої ліги України 2020/21 за версією Sportarena.com – позиція правий захисник[18][19].
- Включений у збірну 16-го туру Другої ліги України 2021/22 за версією Sportarena.com – позиція правий захисник[20].
- Включений у збірну 6-го туру Першої ліги України 2022/23 за версією Sportarena.com – позиція правий захисник[21].
- Включений у збірну 8-го туру Першої ліги України 2022/23 за версією FootBoom.com – позиція лівий захисник[22].
- Включений у збірну 1-го півріччя сезону Першої ліги України 2022/23 з молодих гравців (до 23-х років включно) за версією FootBoom.com – позиція правий захисник[23].
- Включений у збірну 1-го туру другого етапу Першої ліги України 2022/23 за версією FootBoom.com – позиція правий захисник[24].

## Статистика
Станом на 1 липня 2025 року
| Сезон     | Команда               | Чемпіонат         | Чемпіонат | Чемпіонат | Кубок        | Кубок | Кубок |
| Сезон     | Команда               | Змаг.             | Матчі     | Голи      | Змаг.        | Матчі | Голи  |
| --------- | --------------------- | ----------------- | --------- | --------- | ------------ | ----- | ----- |
| 2017—2018 | «Буковина» (Чернівці) | Перша ліга (U-19) | 18        | 9         | Кубок (U-19) | 3     | 2     |
| 2017—2018 | «Буковина» (Чернівці) | Друга ліга        | 10        | 0         | КУ           | 1     | 0     |
| 2018—2019 | «Буковина» (Чернівці) | Перша ліга (U-19) | 13        | 3         | —            | —     | —     |
| 2019—2020 | «Буковина» (Чернівці) | Перша ліга (U-19) | 1         | 1         | —            | —     | —     |
| 2019—2020 | «Буковина» (Чернівці) | Друга ліга        | 18        | 0         | КУ           | 3     | 0     |
| 2020—2021 | «Буковина» (Чернівці) | Друга ліга        | 18        | 0         | КУ           | 0     | 0     |
| 2021—2022 | «Буковина» (Чернівці) | Друга ліга        | 15        | 0         | КУ           | 2     | 0     |
| 2022—2023 | «Буковина» (Чернівці) | Перша ліга        | 21        | 0         | —            | —     | —     |
| 2023—2024 | «Верес» (Рівне)       | Прем'єр-ліга      | 15        | 0         | КУ           | 2     | 0     |
| 2024—2025 | «Верес» (Рівне)       | Прем'єр-ліга      | 7         | 0         | КУ           | 1     | 0     |

## Досягнення
Чемпіонат України серед юніорських складів
- Бронзовий призер (1): 2017/18